# Porrhomma macrochelis
Porrhomma macrochelis là một loài nhện trong họ Linyphiidae.
Loài này thuộc chi Porrhomma. Porrhomma macrochelis được James Henry Emerton miêu tả năm 1917.